# Michael Peter Zenner
Michael Peter Zenner (* 9. April 1953 in Bad Kreuznach) ist ein ehemaliger deutscher Diplomat. Zuletzt war er von 2016 bis 2018 Botschafter in Algerien.

## Leben
Zenner besuchte das Gymnasium an der Stadtmauer in Bad Kreuznach. Er begann nach dem dortigen Abitur 1972 ein Studium in den Fächern Germanistik, Geschichte und Philosophie an der Johannes Gutenberg-Universität Mainz und schloss dieses Studium 1978 mit dem Ersten Staatsexamen ab. Im Anschluss trat er 1979 in den auswärtigen Dienst ein und beendete den Vorbereitungsdienst 1981.

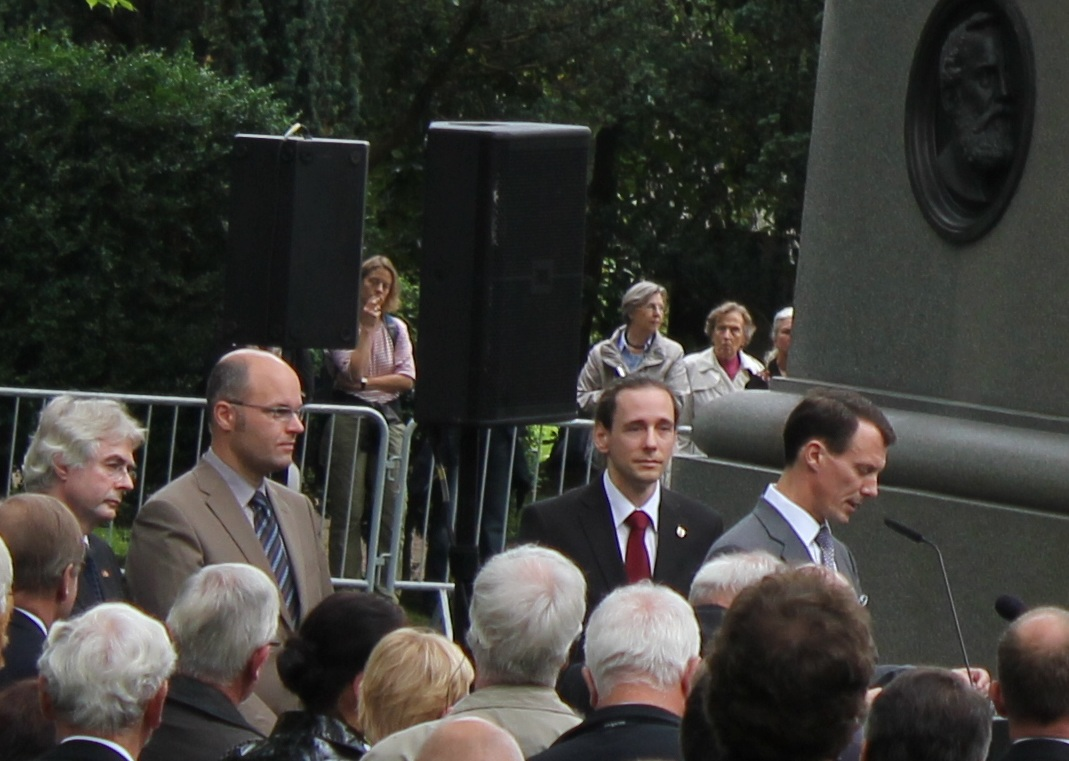
Michael Zenner (ganz links), Simon Faber, Christian Dewanger und Prinz Joachim von Dänemark während der Wiedereinweihung des Idstedt-Löwen im Jahr 2011 in Flensburg

Danach wurde er zuerst als Legationssekretär stellvertretender Leiter des Wirtschaftsreferats an der Botschaft in Spanien sowie im Anschluss von 1984 bis 1986 als Konsul Ständiger Vertreter des Leiters des Generalkonsulats in Kalkutta. Danach kehrte er ins Auswärtige Amt nach Bonn zurück und war dort als Legationsrat Erster Klasse Referent für Afghanistan und Pakistan im Referat für Südasien sowie danach von 1989 bis 1992 Botschaftsrat und Leiter des Wirtschaftsreferats an der Botschaft in Mexiko.
Nach seiner Rückkehr ins Auswärtige Amt war Zenner zwischen 1992 und 1996 als Vortragender Legationsrat stellvertretender Referatsleiter für Außenbeziehungen der Europäischen Union und anschließend Botschaftsrat sowie Pressesprecher und stellvertretender Leiter der Politischen Abteilung der Ständigen Vertretung bei der Europäischen Union in Brüssel. Im Jahr 2000 kehrte er ins Auswärtige Amt zurück und war dort als Vortragender Legationsrat Erster Klasse Referatsleiter für Öffentlichkeitsarbeit im Leitungsstab.
Im Anschluss erfolgte eine einjährige Verwendung als Leitender Berater im Konvent zur Zukunft Europas des Europäischen Parlaments, ehe er von 2003 bis 2006 als Gesandter Leiter der Wirtschaftsabteilung und Europabeauftragter an der Botschaft in Frankreich war. Danach war er als Gesandter an der Ständigen Vertretung bei der Europäischen Union tätig sowie von 2007 bis 2010 als Beauftragter für Kommunikation in der Abteilung für Kultur und Kommunikation des Auswärtigen Amtes in Berlin.
Am 1. Juli 2011 wurde Michael Zenner als Nachfolger des in den Ruhestand getretenen Christoph Jessen Botschafter in Dänemark. Diese Funktion bekleidete er bis zu seiner Ablösung am 31. Juli 2014 durch Claus Robert Krumrei, der zuvor Beauftragter für Personal im Auswärtigen Amt war.
Zenner wiederum wurde im Juli 2014 Nachfolger von Dorothee Janetzke-Wenzel als Botschafter in Nigeria. 2016 bis zur Pensionierung 2018 war er Botschafter in Algerien.